# Премијер лига Југославије у футсалу 1998/99.
Премијер лига Југославије у футсалу у сезони 1998/99. је пето такмичење по реду организовано под овим именом од стране Фудбалског савеза СР Југославије од оснивања лиге 1993. и то је први степен такмичења у СР Југославији. Нижи ранг је Прва лига Србије и Прва лига Црне Горе.
Првенство Југославије у футсалу у сезони 1998/99. је стартовало са великим закашњењем. Главни разлог закашњења је то што се Фудбалски савез Србије и Фудбалски савез Црне Горе нису могли договорити око система такмичења, због тога није одиграно Првенство Југославије у сезони 1997/98. На крају је првенство стартовало уместо почетком новембра 1998. године, крајем јануара наредне године, тачније 31. јануара 1999. Одиграна су само 6 кола од 18, а шампионат је прекинут због НАТО бомбардовања СРЈ. Након завпшетка рата, Фудбалски савез Југославије прогласио је првенство неважећим, тако да није настављено.

## Табела
| М  | Клуб                         | Одиг. | Поб. | Нер. | Пор. | ДГ | ПГ | ГР  | Бод. |
| -- | ---------------------------- | ----- | ---- | ---- | ---- | -- | -- | --- | ---- |
| 1  | КМФ Громинг Ниш              | 6     | 5    | 0    | 1    | 40 | 15 | 25  | 15   |
| 2  | КМФ Балестра Никшић          | 6     | 4    | 1    | 1    | 42 | 27 | 15  | 13   |
| 3  | КМФ Електропривреда Никшић   | 5     | 4    | 1    | 0    | 24 | 11 | 13  | 13   |
| 4  | КМФ Фонтана Чачак            | 5     | 3    | 1    | 1    | 21 | 11 | 10  | 10   |
| 5  | КМФ Оптика Монокул Подгорица | 6     | 3    | 1    | 2    | 26 | 25 | 1   | 10   |
| 6  | КМФ Наисус Ниш               | 6     | 2    | 0    | 4    | 22 | 29 | -7  | 6    |
| 7  | КМФ Танго Нови Сад           | 6     | 2    | 0    | 4    | 18 | 25 | -7  | 6    |
| 8  | КМФ Дукља Подгорица          | 6     | 1    | 2    | 3    | 24 | 28 | -4  | 5    |
| 9  | КМФ Коњарник Београд         | 6     | 1    | 0    | 5    | 22 | 34 | -12 | 3    |
| 10 | КМФ Младост Велика Плана     | 6     | 1    | 0    | 5    | 19 | 53 | -34 | 3    |